# Wallago
Wallago is een geslacht van straalvinnige vissen uit de familie van echte meervallen (Siluridae).

## Soorten
- Wallago attu (Bloch & Schneider, 1801)
- Wallago hexanema (Kner, 1866)
- Wallago leerii Bleeker, 1851
- Wallago micropogon Ng, 2004
- Wallago maculatus Inger & Chin, 1959